# Réserve écologique de l'Île-Garth
La réserve écologique de l'Île-Garth est située sur la rivière des Mille Îles près de Bois-des-Filion. Cette réserve protège des écosystèmes rendus rares dans la région de Montréal, soit un groupement de micocoulier occidental et une érablière d'érable argenté à caryer ovale.
Le décret 517-2003 du gouvernement du Québec a validé la création de la réserve écologique de l'Île-Garth. Il est devenu la 68ᵉ réserve écologique de la province.
Éco-Nature propose un programme éducatif sur le territoire de cette réserve écologique, où les citoyens peuvent faire des excursions guidées en rabaska pendant l'été.